# Combat de Turnhout
Guerre des Paysans
Batailles
- Saint-Nicolas
- 1er Boom
- Merchtem
- Zele
- Malines
- 2e Boom
- Hooglede
- Moorslede
- Zonnebeke
- 1er Diest
- 1er Louvain
- Alost
- Turnhout
- Enghien-Hal
- Hérinnes
- Audenarde
- Leuze
- 2e Louvain
- Ingelmunster
- Duffel
- Herentals
- Arzfeld
- Clervaux
- Amblève
- Stavelot
- Pollare
- Londerzeel
- Kapelle-op-den-Bos
- Bornem
- Meerhout
- 2e Diest
- 3e Diest
- Mol
- Jodoigne
- Marilles
- Beauvechain
- Hélécine
- Kapellen
- Meylem
- Hasselt

Le combat de Turnhout se déroule pendant la guerre des Paysans.

## Déroulement
Le 25 octobre 1798, l'insurrection éclate à Turnhout où les rebelles sonnent le tocsin. Le lendemain, les insurgés se rendent maîtres de la ville après un affrontement avec les gendarmes et les douaniers. Les insurgés de la Campine, menés par Pieter Corbeels établissent alors leur quartier-général dans la ville. 

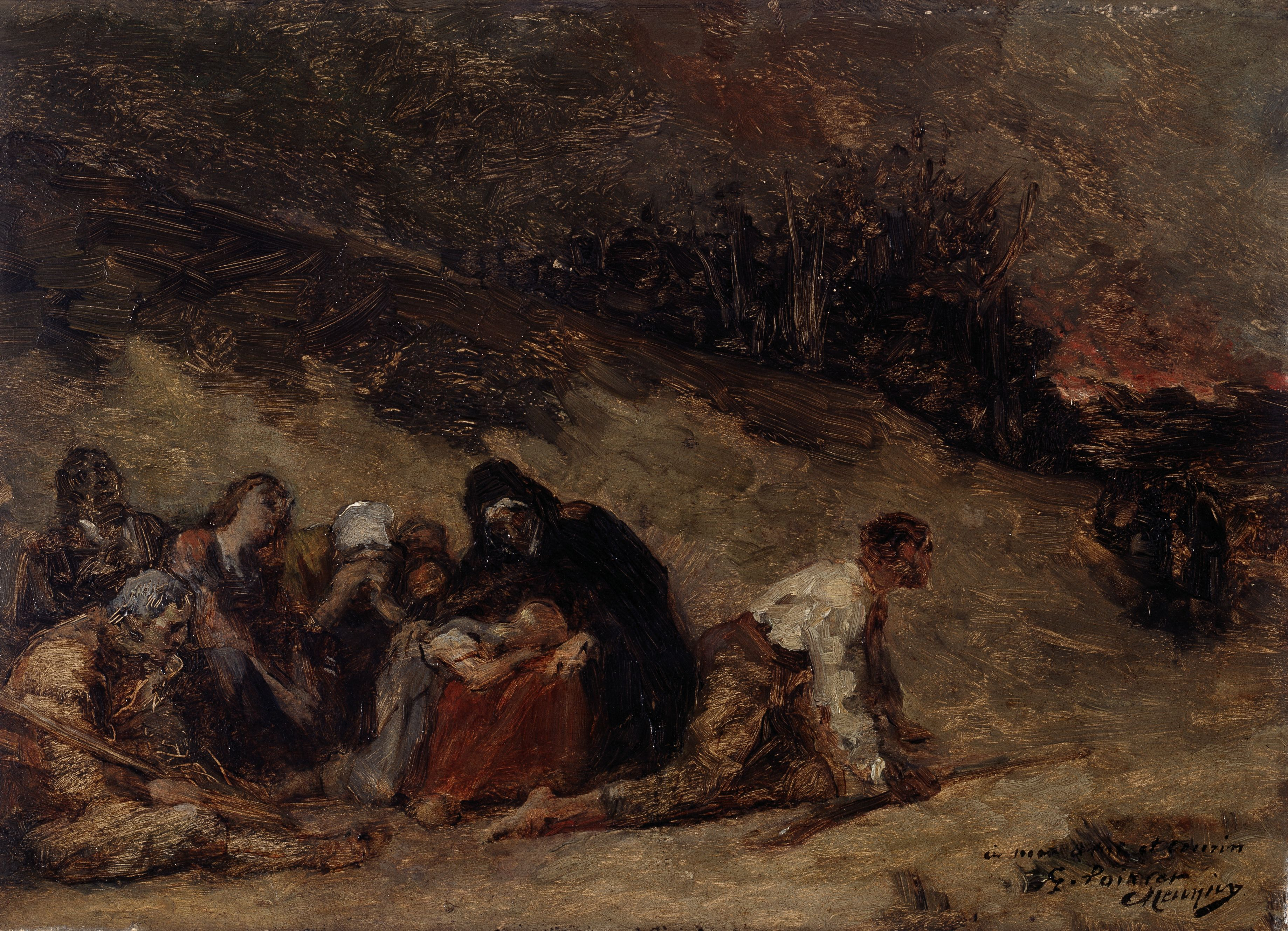
Épisode de la révolte des paysans. L'incendie de Turnhout (1798-1799)
Constantin Meunier
vers 1878 vers
Musée des Beaux-Arts de Gand.